# Pango-Aluquém
Pango-Aluquém es un municipio de la provincia de Bengo en Angola. En julio de 2018 tenía una población estimada de 8434 habitantes.
Se encuentra ubicado al noroeste del país, junto a la costa del océano Atlántico y al parque nacional de Kissama.